# Dhaman Kumar Karanam
Dhaman Kumar Karanam MSFS (Hindi धमन कुमार करणम; * 16. November 1963 in Vijayanagaram, Andhra Pradesh) ist ein indischer römisch-katholischer Ordensgeistlicher und Bischof von Nalgonda.

## Leben
Dhaman Kumar Karanam trat in Visakhapatnam der Ordensgemeinschaft der Missionare des hl. Franz von Sales bei und studierte nach dem Noviziat Philosophie am Suvidya College in Bangalore und Theologie am Jnana Deepa Vidyapeeth in Pune. Er legte am 3. Dezember 1989 die ewige Profess ab und empfing am 17. Oktober 1990 das Sakrament der Priesterweihe.
Nach der Priesterweihe war er zunächst in der Pfarrseelsorge tätig und anschließend von 1995 bis 1998 Rektor des Knabenseminars Fransalian Vidya Jyothi im Bistum Eluru. Von 1998 bis 2000 war er Schulleiter der Salesianerschule und von 2012 bis 2013 Rektor des St. Francis de Sales Theology Study House im Bistum Eluru. Von 2013 bis 2016 war er Provinzialrat seiner Ordensprovinz Visakhapatnam und anschließend ein Jahr lang Schulleiter in Shantinagar.
Von 2000 bis 2012 und erneut von 2017 bis 2020 war er als Seelsorger in der Gemeinde St. Gertrudis in Horstmar und St. Cosmas und Damian in Horstmar-Leer im Bistum Münster tätig. Ab 2020 war er Pastor in der Gemeinde St. Bartholomäus im oldenburgischen Essen.
Papst Franziskus ernannte ihn am 17. Februar 2024 zum Bischof von Nalgonda. Der Erzbischof von Hyderabad, Anthony Kardinal Poola, spendete ihm am 30. April desselben Jahres in der St. Alphonsus High School in Nalgonda die Bischofsweihe. Mitkonsekratoren waren der Bischof von Eluru, Jaya Rao Polimera, und der Bischof von Guntur, Bhagyaiah Chinnabathini.

## Missbrauchsvorwürfe
Am 24. April 2025 gab das Bistum Münster bekannt, dass gegen den Bischof von Nalgonda Vorwürfe des sexuellen Missbrauchs bestehen. Diese beziehen sich auf die Jahre 2005 bis 2007. Der münstersche Diözesanadministrator Antonius Hamers informierte die Staatsanwaltschaft Münster, das Dikasterium für die Glaubenslehre sowie den Erzbischof von Hyderabad, Anthony Kardinal Poola, als zuständigen Metropoliten. Bis auf weiteres wurde ihm zudem die Ausübung priesterlicher Dienste im Bistum Münster untersagt. Eine indische Nachrichtenplattform berichtete über den Vorwurf. Das Verfahren der Staatsanwaltschaft wurden wegen Verjährung eventueller strafbarer Handlungen eingestellt.